# Igor Wjatscheslawowitsch Sutjagin

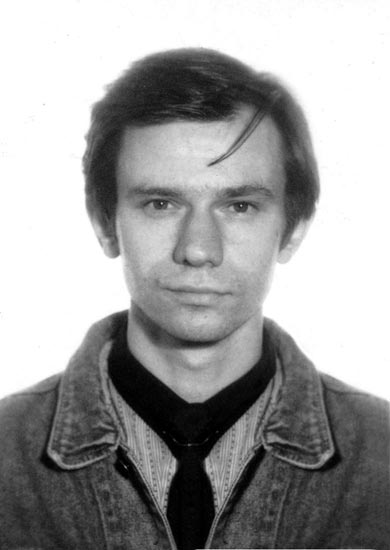
Igor W. Sutyagin

Igor Wjatscheslawowitsch Sutjagin (russisch Игорь Вячеславович Сутягин, wiss. Transliteration Igor Vjačeslavovič Sutjagin; * 17. Januar 1965 in Moskau) ist ein russischer Atomphysiker.

## Biographie
Sutjagin schloss die allgemeinbildende Schule Nr. 9 in der Stadt Obninsk der Oblast Kaluga mit einer Goldmedaille ab. Im Anschluss daran ließ er sich an der Fakultät Physik der Lomonossow-Universität Moskau einschreiben. 1988 absolvierte er den Lehrstuhl für Allgemeine Physik und Wellenprozesse mit dem Schwerpunkt "Radiophysik und Elektronik, einschließlich Quantenelektronik".
Von 1988 bis 1991 promovierte Sutjagin am "Institut für USA und Kanada" der Akademie der Wissenschaften der UdSSR mit dem Schwerpunkt "Geschichte der internationalen Beziehungen". Hier verteidigte er seine Dissertation und erlangte den akademischen Grad "Kandidat der Geschichtswissenschaften". Seit 1989 arbeitete Sutjagin an diesem Institut bis zu seiner Festnahme 1999 und stieg hier mit der Zeit vom Laborassistenten zum leitenden Forscher auf.
Sutjagin wurde im April 2004 zu einer fünfzehnjährigen Lagerhaft wegen Spionage verurteilt, nachdem er einer als Consultingunternehmen (Alternative Futures) getarnten Firma der US-amerikanischen Defense Intelligence Agency angeblich Informationen über russische Nuklearwaffen weitergegeben haben soll. Sutjagin zufolge stammen diese Informationen aus frei zugänglichen Medien.
Verteidigung und Menschenrechtler kritisierten das Urteil. Das Gericht soll mit Suggestivfragen gearbeitet haben. Ein entlastendes Gutachten sei nicht berücksichtigt worden.
Im Jahr 2002 wandte sich Sutjagin an den Europäischen Gerichtshof für Menschenrechte. Sein Fall wurde 2008 zur Verhandlung zugelassen und 2011 teilweise zu seinen Gunsten entschieden. Russland wurde verpflichtet, dem Kläger 20.000 Euro zu zahlen, weil es nicht zulässig gewesen sei, den Gefangenen für mehr als vier Jahre ohne eine gerechtfertigte Begründung in Haft zu nehmen. Zudem wurde bemängelt, dass ein Austausch der Richter, wiederum ohne Begründung, nicht zulässig gewesen sei. Jedoch lehnte das Gericht ab, die Auswahl der Beweise oder die Zeugenbefragung zu beanstanden.
Am 27. April 2004 erklärte Amnesty International Igor Sutjagin zum politischen Gefangenen. Es war der erste Fall eines politischen Gefangenen in Russland seit der Auflösung der Sowjetunion Ende 1991.
Im Juli 2010 tauschten die USA und Russland Agenten aus. Zu diesem Zweck begnadigte der russische Präsident Dmitri Medwedew vier wegen „Kontakten mit westlichen Geheimdiensten“ verurteilte Häftlinge. Dies waren Igor Sutjagin, der Doppelagent Sergei Skripal, der wegen Spionage 2003 verurteilte Alexander Zaporozhsky und Ex-KGB-Offizier Gennady Vasilenko. Unter den 10 Agenten der Gegenseite befand sich Anna Chapman. Sutjagin ließ sich nach dem Austausch in London nieder.